# Arend Kisteman
Arend Kisteman (Ede, 13 mei 1984) is een Nederlands politicus namens de VVD. Sinds 6 december 2023 is hij lid van de Tweede Kamer der Staten-Generaal. Hij stond op de 23e plek op de kandidatenlijst van de VVD voor de Tweede Kamerverkiezingen van 22 november dat jaar.
Kisteman is woonachtig in Zwolle en was voor zijn Kamerlidmaatschap werkzaam als bakker. Ook was hij lid van het hoofdbestuur van MKB Nederland.
Thierry Aartsen · Bente Becker · Harry Bevers · Martijn Buijsse · Eric van der Burg · Thom van Campen · Rosemarijn Dral · Wendy van Eijk-Nagel · Ulysse Ellian · Silvio Erkens · Peter de Groot · Jacqueline van den Hil · Roelien Kamminga · Arend Kisteman · Daan de Kort · Claire Martens · Wim Meulenkamp · Ingrid Michon-Derkzen · Queeny Rajkowski · Judith Tielen · Hester Veltman-Kamp · Aukje de Vries · Christianne van der Wal · Dilan Yeşilgöz
- Parlement.com: vm6bj5zywkus